# Washington (Kansas)
Washington és una ciutat dels Estats Units a l'estat de Kansas. Segons el cens del 2000 tenia 1.223 habitants.

## Demografia
Segons el cens del 2000, Washington tenia 1.223 habitants, 553 habitatges, i 331 famílies. La densitat de població era de 536,6 habitants/km².
Dels 553 habitatges en un 24,1% hi vivien nens de menys de 18 anys, en un 51,9% hi vivien parelles casades, en un 5,2% dones solteres, i en un 40,1% no eren unitats familiars. En el 37,1% dels habitatges hi vivien persones soles el 19,7% de les quals corresponia a persones de 65 anys o més que vivien soles. El nombre mitjà de persones vivint en cada habitatge era de 2,13 i el nombre mitjà de persones que vivien en cada família era de 2,81.
Per edats la població es repartia de la següent manera: un 21,1% tenia menys de 18 anys, un 4,9% entre 18 i 24, un 23,1% entre 25 i 44, un 23% de 45 a 60 i un 28% 65 anys o més.
L'edat mediana era de 46 anys. Per cada 100 dones de 18 o més anys hi havia 84,9 homes.
La renda mediana per habitatge era de 30.529 $ i la renda mediana per família de 37.448 $. Els homes tenien una renda mediana de 27.171 $ mentre que les dones 17.938 $. La renda per capita de la població era de 15.760 $. Entorn del 8,6% de les famílies i el 10,5% de la població estaven per davall del llindar de pobresa.

## Poblacions més properes
El següent diagrama mostra les poblacions més properes.